# صفيحة مخصوصة
الصفيحة المخصوصة المُخاطية (باللاتينية: Lamina propria mucosae)، أو اختصارًا الصفيحة المخصوصة، هي طبقة رقيقة من النسيج الضام، حيثُ تشكل جزءًا من البطانات الرطبة المعروفة باسم الغشاء المخاطي الذي يُبطن أنابيب مختلفة في الجسم، مثل السبيل التنفسي والهضمي والبولي التناسلي.

## وصلات خارجية
- Anatomy Atlases - Microscopic Anatomy, plate 10.198
- صور نسيجية: 10802loa — نظام تعلم علم الأنسجة في جامعة بوسطن
- صور نسيجية: 03301loa — نظام تعلم علم الأنسجة في جامعة بوسطن
- مادة علم الأنسجة في جامعة إلينوي في إربانا-شامبين 272
- صور تشريحيَّة: Digestive/mammal/system1/system3 - علم الأعضاء المقارن في جامعة كاليفورنيا، ديفيس